# Dima Tahboub
Dima Tahboub (en arabe:ديمة طهبوب; née en 1976, Hébron) est une journaliste politique, membre de la section jordanienne des Frères musulmans et attachée de presse du Front islamique d'action en Jordanie.

## Biographie
Elle naît en 1976. Son père Tarek Tahboub est l'ancien chef de l'association médicale de Jordanie. 
Elle est titulaire d'un doctorat de l'université de Manchester et d'un diplôme d'anglais de l'université de Jordanie.
En 2000, elle épouse Tareq Ayyoub, et en 2002, elle accouche d'une fille, Fatima. Son mari, journaliste à Al Jazeera est tué en 2003, lorsque deux missiles tirés à partir d'un avion américain d'attaque au sol en Irak frappent un immeuble d'Al Jazeera,.
Elle commence à publier régulièrement avec l'Assabeel journal  en Jordanie, et écrit plus de 800 articles. Elle publie dans Al-Quds al-Arabi et Islamtoday et Al-Jazeera Talk, ainsi que dans des journaux palestiniens et des sites webs.
Elle écrit essentiellement des articles sur l'État palestinien.
En 2017, Dima Tahboub fait pression pour empêcher un groupe libanais Mashrou'Leila de se produire en spectacle à Amman, en raison de leurs appels en faveur des libertés sexuelles. Elle émet également une plainte contre le seul magazine en ligne LGBTQ en Jordanie, My.Kali, et incite le gouvernement jordanien à le censurer. Dima Tahboub interroge également le ministre de la Justice en 2017, afin de savoir si le gouvernement jordanien tolère l'homosexualité dans le pays.

En juillet 2017, interviewée à la  Deutsche Welle sur Zone de Conflit, Tahboub fait l'éloge d'un soldat jordanien responsable en 1997 du massacre de l'Île de la Paix, au cours duquel il ouvre le feu sur un groupe de nombreuses écolières israéliennes, tuant sept d'entre elles et en blessant six autres. L'interviewer demande à Dima Tahboub : 

« Vous êtes une mère. Et vous êtes très heureuse de voir des filles de 13 et 14 ans tuées juste parce qu'elles sont israéliennes ? Des enfants sans protection tués ? »

 et elle répond : « Parce qu'ils sont ennemis, ils sont ennemis. ». 
En octobre 2017, Dima Tahboub dépose plainte contre un militant jordanien militant qui place son visage sur un cavalier portant une épée en face d'un drapeau ISIL. Le militant critique Dima Tahboub pour son soutien lors d'un incident au cours duquel un agent de police, agissant sans ordres, harcèle des étudiants et des étudiants dans un restaurant ouvert avant le coucher du soleil pendant le mois du Ramadan. L'activiste est arrêté pour diffamation et n'est libéré qu'après que sa famille obtient la clémence de Dima Tahboub.